# Supercoppa lettone 2021 (pallavolo maschile)
La Supercoppa lettone 2021, 2ª edizione della Supercoppa nazionale maschile di pallavolo, si è svolta il 25 settembre 2021: al torneo hanno partecipato due squadre di club lettoni e la vittoria finale è andata per la seconda volta consecutiva al Jēkabpils Lūši.

## Formula
La formula ha previsto una gara unica.

## Squadre partecipanti
| Squadra         | Qualificazione                    |
| --------------- | --------------------------------- |
| Jēkabpils Lūši  | Vincitrice Nacionālā Līga 2020-21 |
| RTU Robežsardze | 2ª in Nacionālā Līga 2020-21      |

## Torneo
| 25 settembre 2021 Jēkabpils Sporta nams, Jēkabpils Durata: 1h:46 - Spettatori: 225 | Jēkabpils Lūši | 3 - 1 | RTU Robežsardze | 25-20, 25-20, 21-25, 25-15 |